# Middelgraaf
De Middelgraaf is een beek in Nederlands Zuid-Limburg in de gemeente Meerssen. De beek ligt bij Bunde op de rechteroever van de Maas en heeft een lengte van ongeveer een halve kilometer.
Op ongeveer 100 meter naar het noordoosten ontspringt de Zavelbeek en tussen de 100 tot 500 meter naar het zuiden stromen de takken van de Paslossing.

## Ligging
De beek ligt op de westelijke helling van het Centraal Plateau in de overgang naar het Maasdal. De bronnen van de beek liggen in het Bunderbos op de helling ten noorden van Bunde en ten zuidoosten van Brommelen. In het hellingbos ontspringt de beek op drie plaatsen op ongeveer 50 meter afstand van elkaar. De takken vloeien vlak voor de spoorlijn Maastricht - Venlo samen, gaan onder de spoorlijn door, waarna de beek in noordwestelijke richting haar weg vervolgt. Na ongeveer 150 meter maakt de beek een haakse bocht in zuidwestelijke richting en na nog eens 200 meter volgt een haakse bocht in noordwestelijke richting. Na ongeveer 70 meter mondt de beek uit in de Paslossing. De Paslossing mondt na ongeveer 100 meter uit in de Rijnbeek, die samen met de Stalebeek tot de Verlegde Broekgraaf samenvloeit, en die op haar beurt bij Kasteel Geulle samenvloeit met de Molenbeek en de Zandbeek om de Oude Broekgraaf te vormen die uiteindelijk in de Maas uitmondt.

## Geologie
De Middelgraaf ontspringt ten zuiden van de Geullebreuk op een hoogte van respectievelijk ongeveer 70, 63 en 70 meter boven NAP. Op deze hoogte (ten oosten van de spoorlijn) dagzoomt klei uit het Laagpakket van Kleine-Spouwen dat in de bodem een ondoorlatende laag vormt, waardoor het grondwater op deze hoogte uitstroomt.

## Geschiedenis
Rond 1928 werd de spoorlijn gereconstrueerd en ten behoeve hiervan werden op meerdere plekken ontwateringslossingen gegraven, zodat onderloopsheid van de spoordijk werd voorkomen. Eerder was de bodem van de spoordijk door verzadiging met het vele bronwater meermaals verzakt. De Middelgraaf is vroeger ten westen van de spoorlijn rechtgetrokken en kwam toen te liggen tussen verhoogde oevers.